# Stefania Auci
Stefania Auci (Trapani, 21 novembre 1974) è una scrittrice italiana.

## Biografia
Dopo aver frequentato il liceo classico "Ximenes" a Trapani, e la laurea in Giurisprudenza a Palermo, ha iniziato a lavorare in uno studio legale prima di dedicarsi all'insegnamento. Sin dai tempi dell'università si è dilettata nello scrivere fino alla pubblicazione del suo primo romanzo, Florence, nel 2015. Due anni dopo è seguito il saggio La cattiva scuola scritto con Francesca Maccani.
Il successo è giunto con la pubblicazione nel 2019 de I leoni di Sicilia, i cui diritti erano stati venduti, ancora prima di essere nelle librerie italiane, negli Stati Uniti d'America, in Germania, Francia, Paesi Bassi e Spagna. In Italia è stato pubblicato dall'Editrice Nord e ha vinto il Premio Nazionale Rhegium Julii nella categoria narrativa.
Nel 2021 ha pubblicato L'inverno dei leoni, continuazione del precedente volume grazie al quale si è aggiudicata il Premio Bancarella l'anno successivo. Nel 2023 per lo stesso romanzo vince il Premio Riviera dei marmi. Nello stesso anno viene trasmessa la serie I leoni di Sicilia. 

## Opere

### Romanzi
- Hidden in the dark, 0111 Edizioni, 2010
- Fiore di Scozia, collana I grandi romanzi storici, Harlequin Mondadori, 2011.
- La Rosa Bianca, collana I grandi romanzi storici, Harlequin Mondadori, 2012.
- Florence, Baldini&Castoldi, 2015, ISBN 9788868528508.
- La Saga dei Florio
  1.  I leoni di Sicilia, Editrice Nord, 2019, ISBN 9788842931539.
  2.  L'inverno dei leoni, Editrice Nord, 2021, ISBN 9788842931546.

### Saggi
- Francesca Maccani e Stefania Auci, La cattiva scuola, prefazione di Maura Gancitano, Città di Castello, Tlon, 2017, ISBN 9788899684365.